# Calamar (ort i Magdalena)
Calamar är en ort i Colombia.   Den ligger i departementet Magdalena, i den norra delen av landet, 600 km norr om huvudstaden Bogotá. Calamar ligger 11 meter över havet och antalet invånare är 9 180.
Terrängen runt Calamar är platt. Runt Calamar är det ganska tätbefolkat, med 86 invånare per kvadratkilometer. Närmaste större samhälle är Campo de la Cruz, 14,5 km norr om Calamar. Trakten runt Calamar består huvudsakligen av våtmarker.